# Kolossos Rhodes
Maillots
Le Kolossos Rhodes (en grec : Κολοσσός Ρόδου) est un club grec de basket-ball basé à Rhodes et évoluant dans l’élite du basket grec, en ESAKE A1.

## Histoire
Fondé en 1963, le Kolossos fut le premier club grec situé des îles de la mer Égée.
Lors de la saison 2004-2005, le club remporte le championnat d’A2, et accède pour la première fois de son histoire à la première division grecque de basket-ball.